# Variety
Variety (произн. Вэра́йети, с англ. — «разнообразие») — ведущая американская еженедельная газета, освещающая события в мире шоу-бизнеса. Она была основана Симом Сильверманом в 1905 году в Нью-Йорке и изначально писала о театре. В 1933 году в Лос-Анджелесе появилась газета Daily Variety, сообщавшая о событиях в киноиндустрии. Сайт Variety.com публикует новости, рецензии, данные о кассовых сборах, видео, фотогалереи а также базы данных с титрами, графиками съёмок, и архивом, самые ранние записи в котором датируются 1905 годом. Изданием владеет издательский дом Elsevier. Его основной конкурент — таблоид The Hollywood Reporter.
Согласно версии Variety, именно в этом издании появилась в 1907 году первая кинорецензия. Еженедельник одним из первых (ещё до премьеры) рецензирует вновь выходящие фильмы. Архив рецензий открыт онлайн для всеобщего доступа. Подборки рецензий можно приобрести отдельной книгой.
На протяжении 20 лет (с 1989 по 2009) главным редактором Variety был Питер Барт, бывший вице-президент Paramount Pictures, в своё время курировавший создание таких фильмов, как «Крёстный отец» и «Ребёнок Розмари».

## История
Variety издавалась начиная с 16 декабря 1905 года. Она была основана Симом Сильверманом и являлась еженедельным периодическим изданием, рассказывавшим о театре и о жанре водевиль. Редакция газеты находилась в Нью-Йорке.
Сим был уволен из The Morning Telegraph в 1905, после того как раскритиковал скетч, контракт на рекламу которого был подписан с газетой, сказав, что всё было похоже на то, что ему придётся создать свою газету, чтобы писать в ней правду. Взяв взаймы $1500 у своего тестя, он возглавил Variety в качестве издателя и редактора.
Помимо бывшей газеты Сима «The Morning Telegraph», другими основными конкурентами были The New York Clipper и New York Dramatic Mirror.
Оригинальный дизайн обложки газеты, схожий с её нынешним дизайном, был разработан Эдгаром М. Миллером, театральным художником, отказавшимся от оплаты.
В первом издании была рецензия, написанная сыном Сима, Сидни, также известным как Скиджи (Skigie), который, как утверждалось, был самым юным (7 лет) критиком в мире.
В 1922 году Сим приобрёл газету The New York Clipper, которая специализировалась на индустрии развлечений, в частности театре, и издавалась с 1853 года, и закрыл её двумя годами позже, добавив некоторые её рубрики в Variety.
Также в 1922 году Сим запустил газету Times Square Daily, которую он называл «худшей ежедневной газетой в мире». Вскоре она была закрыта. До этого момента сотрудники Variety работали над всеми тремя газетами.
После запуска журнала The Hollywood Reporter в 1930, который Variety пыталась засудить в 1932 году за плагиат, Сим основал в 1933 году издание Daily Variety с редакцией в Голливуде, её редактором был Артур Унгар. Она заменила газету Variety Bulletin, которая выходила в Голливуде по пятницам. Изначально Daily Variety выходила в основном с понедельника по пятницу (но не по воскресеньям). Унгар был редактором до 1950 года, затем редакторами были Джо Шонфельд (1950—1959) и Томас М. Прайор (1959—1988), последнего сменил его сын Пит. Daily Variety и еженедельная газета изначально были независимыми друг от друга, Daily концентрировалась в основном на голливудских новостях, а еженедельная — на международных и американских.

## Издания
- Variety (издаётся с 1905 года) — глянцевый журнал о кино, телевидении, театре, музыке и индустрии развлечений. Он выходит еженедельно и продаётся также и за пределами США.
- Daily Variety (издавался с 1933 по 2013 год, возобновился в 2019 году) — название ежедневного издания о новостях Голливуда и Бродвея с редакцией в Лос-Анджелесе.
- Daily Variety Gotham (издаётся с 1998 года) — нью-йоркское ежедневное издание, которое отдаёт приоритет новостям шоу-бизнеса восточного побережья США.
- Variety.com (основан в 1998 году) — интернет версия печатного издания. Variety.com было одним из первых онлайновых изданий, которые начали взимать плату за доступ к своим материалам[17]. Хотя в течение короткого периода сайт обеспечивал свободный доступ, он окончательно перешёл на платную основу в декабре 2009 года. В то же время, изданием введён новый вид подписки, и теперь абоненты получают доступ к Variety.com, Digital Variety, Daily Variety and Weekly Variety за одну абонентскую плату.
- Variety On-The-Go — версия издания в виде приложения для iPad, iPhone, Android, BlackBerry и Windows Phone, новинка от Variety для тех, кто хочет скоротать время в пути.